# Emil du Bois-Reymond

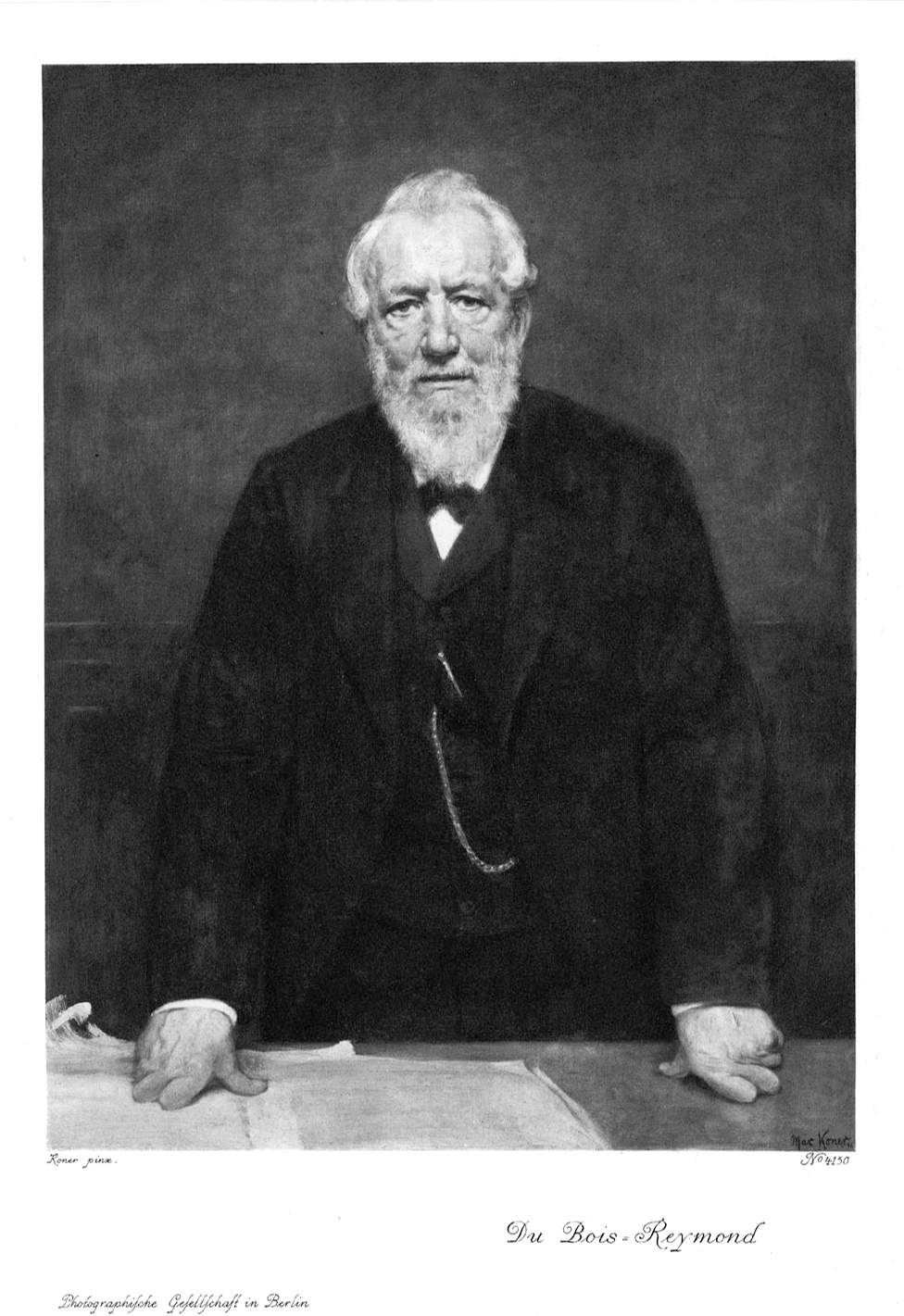
Emil du Bois-Reymond, Heliogravüre der Fotografie eines Gemäldes von Max Koner.

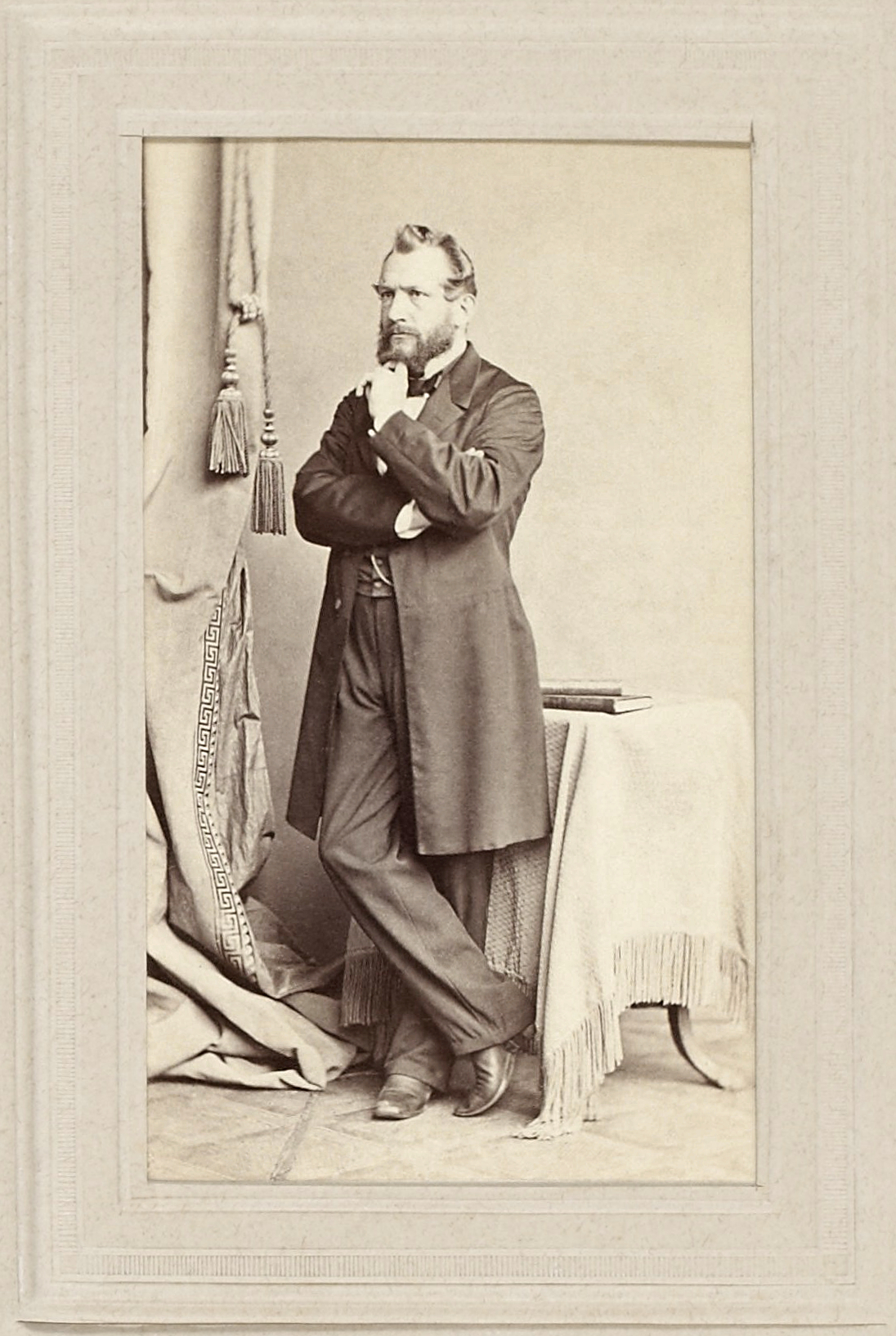
Emil du Bois-Reymond, um 1870

Emil Heinrich du Bois-Reymond (* 7. November 1818 in Berlin; † 26. Dezember 1896 ebenda) war ein deutscher Physiologe und theoretischer Mediziner, der als Begründer der experimentellen Elektrophysiologie und Mitbegründer des Faches Physiologie als naturwissenschaftliche Disziplin gilt.
Besondere Bekanntheit erreichte er durch mehrere öffentlichkeitswirksame Reden über Wissenschaft, Philosophie und Kultur. In der zweiten Hälfte des 19. Jahrhunderts gehörte er zu den meistbeachteten Persönlichkeiten der internationalen Gelehrtenwelt. 1869/70 und 1882/83 war er Rektor der Universität Berlin.

## Leben
Emil du Bois-Reymond gehörte einer angesehenen Hugenottenfamilie an. Sein Vater, Félix Henri du Bois-Reymond (1782–1865), stammte aus St. Sulpice bei Neuchâtel im Fürstentum Neuenburg, das zu dieser Zeit preußisches Staatsgebiet war. In Berlin hatte er sich zum Regierungsrat und Abteilungsleiter im preußischen Außenministerium hochgearbeitet. Die Familie seiner Mutter, Minette Henry (1798–1864), gehörte zu den ältesten und angesehensten hugenottischen Familien in Berlin. Ihr Großvater Daniel Chodowiecki war Vorsitzender der Akademie der Künste zu Berlin, ihre Mutter Suzanne Henry-Chodowiecka war Malerin und ihr Vater Jean Henry (1761–1831) langjähriger Direktor der Kunstkammer und Bibliothekar des preußischen Königshauses. Der jüngere Bruder von Emil du Bois-Reymond war der Mathematiker Paul du Bois-Reymond.
Emil du Bois-Reymond erhielt 1837 die Hochschulreife am Berliner Französischen Gymnasium. Daraufhin widmete er sich in Berlin und Bonn dem Studium der Theologie, Naturphilosophie, und exakten Naturwissenschaften. In Berlin trat er mit dem Anatomen und Physiologen Johannes Müller (1801–1858) in Kontakt. Im Jahr 1839 begann du Bois-Reymond ein Medizinstudium. Zur „tierischen Elektrizität“ kam er 1841, nachdem ihm sein Doktorvater Johannes Müller (1801–1858) auf eine Abhandlung aufmerksam gemacht hatte. Die 1842 beginnende Auseinandersetzung mit den tierelektrischen Erscheinungen war zugleich, auch bedingt durch seinen Doktorvater, damit verbunden, dass sich du Bois-Reymond sehr konsequent die gründliche Experimentalarbeit als Forschungs- und Erkenntnismethode aneignete und sie zunehmend sicherer beherrschte. Promoviert wurde er 1843 mit einer Schrift über die Auffassungen der Griechen und Römer über elektrische Fische.
1845 gehörte er gemeinsam mit Ernst Wilhelm von Brücke zu den Gründern der Physikalischen Gesellschaft zu Berlin. Ein Jahr später habilitierte sich du Bois-Reymond mit der Arbeit Über die saure Reaktion der Muskelsubstanz nach ihrem Tode. Zwischen 1848 und 1884 veröffentlichte er die beiden Bände seines Hauptwerkes Untersuchungen über tierische Elektrizität, getrennt in mehrere Teile.
Er wurde 1849 Assistent am Berliner Anatomischen Museum und zusätzlich Dozent für Anatomie an der Berliner Akademie der Künste. 1851 erfolgte die Wahl zum ordentlichen Mitglied der Königlich Preußischen Akademie der Wissenschaften zu Berlin, deren Sekretär ihrer mathematisch-naturwissenschaftlichen Klasse er von 1867 bis zu seinem Tod war. Ab 1853 war er korrespondierendes Mitglied der Accademia dei Lincei in Rom. Im Jahre 1855 erhielt er eine außerordentliche Professur für Physiologie an der Universität Berlin und wurde 1858 Nachfolger Müllers auf dem Lehrstuhl für Physiologie und als Direktor des Physiologischen Instituts an der Universität Berlin. In dieser Eigenschaft wurde er Gutachter im Rahmen des Barrenstreits. Hierbei ging es um die Frage, ob die Schwedische Gymnastik nach Ling oder das Deutsche Turnen nach Jahn für die Vorbereitung zum preußischen Soldaten vorzuziehen sei. Du Bois-Reymond entschied sich für das Deutsche Turnen, da Barrenübungen den Brustkorb erweitern und somit für die Ausdauerleistung vorzuziehen seien.
In seinen Funktionen als Rektor der Universität Berlin und als Präsident der Preußischen Akademie der Wissenschaften positionierte er sich 1870 in einer Rede, dass die Indienstnahme der Wissenschaft durch die Staatsführung gerechtfertigt sei: „Nun wohl, die Berliner Universität, dem Palaste des Königs gegenüber einquartirt, ist durch ihre Stiftungsurkunde das geistige Leibregiment des Hauses Hohenzollern.“ (Zitiert nach der englischen Ausgabe: A Speech on German War, London, 1870, S. 31.) In seiner Schrift „Omnipotent Government“ von 1944 kritisierte der bedeutende liberale Gelehrte und Nationalökonom Ludwig von Mises diese Unterwerfung der freien Wissenschaft unter die Machtinteressen des Staates mit den Worten: „Lassen wir das Beispiel Deutschlands eine Warnung für uns sein. Deutsche Kultur war an dem Tag des Jahres 1870 dem Untergang geweiht ... Wo die Universitäten zur Leibgarde werden und die Gelehrten begierig sind, sich selbst in eine „wissenschaftliche Front“ einzureihen, sind die Tore für den Einfall der Barbarei weit geöffnet.“
Im Jahr 1872 hielt du Bois-Reymond seine berühmte Akademierede „Über die Grenzen des Naturerkennens“ vor der 45. Versammlung deutscher Naturforscher und Ärzte in Leipzig („Ignoramus et ignorabimus“). 1869 gehörte er zu den Gründungsmitgliedern der Berliner Gesellschaft für Anthropologie, Ethnologie und Urgeschichte. Für seine wissenschaftlichen Leistungen wurde er am 24. Januar 1877 in den preußischen Orden Pour le Mérite für Wissenschaften und Künste aufgenommen.
Ab 1877 leitete du Bois-Reymond ein eigenes Physiologisches Institut, das mit den Abteilungen für „physikalische, chemische, vivisektorische und mikroskopisch-biologische Arbeiten“ im von ihm selbst entworfenen Neubau ausgestattet war.
Die Königlich Niederländische Akademie der Wissenschaften nahm ihn 1883 als auswärtiges Mitglied auf. Im Jahr 1886 wurde du Bois-Reymond in die American Academy of Arts and Sciences gewählt, seit Dezember 1889 war er assoziiertes Mitglied der Königlichen Akademie von Belgien und seit 1892 Mitglied der National Academy of Sciences.
Estelle du Bois-Reymond (1865–1955) war seine Tochter.

## Werk

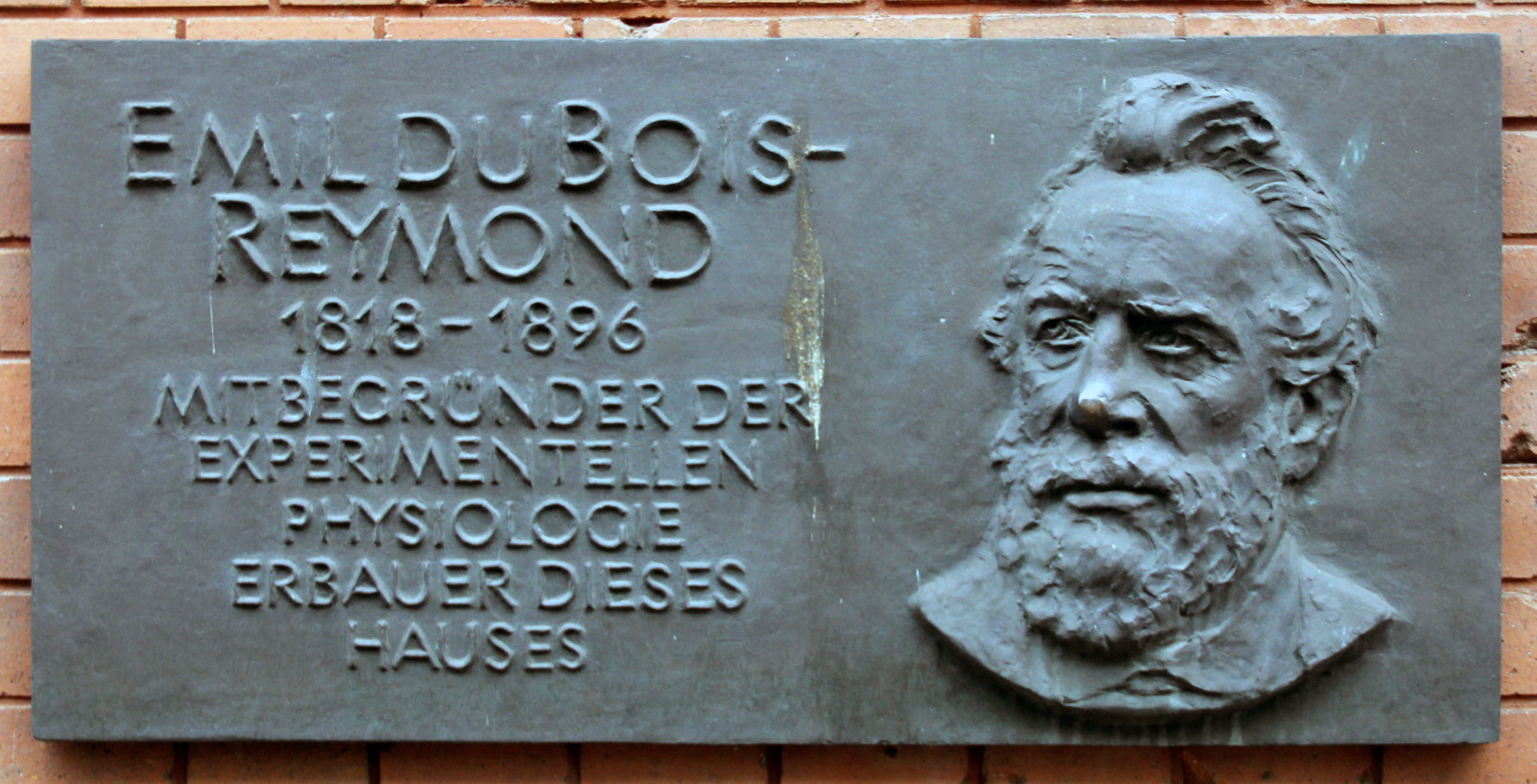
Gedenktafel am Haus, Dorotheenstraße 96, in Berlin-Mitte

### Elektrophysiologie
Du Bois-Reymond entwickelte, konstruierte und verfeinerte mehrere wissenschaftliche Instrumente wie das Galvanometer, das Schlitteninduktorium und die nicht-polarisierbare Elektroden (die sogenannte „Tonstiefel“) als Laborhilfsmittel. Spätestens 1842 gelang ihm der Nachweis der „tierischen Elektrizität“. Sein Hauptverdienst liegt in der jahrelangen akribischen Arbeit, die sich durch beständige Exaktheit in den Messungen und einen großen Erfindungsreichtum und Geschick in der Konstruktion der Messgeräte ausdrückte. Du Bois-Reymonds Forschungen führten so mit dem Elektrokardiogramm, dem Elektroenzephalogramm und dem Elektromyogramm zu einem Spezialzweig der medizinischen Diagnostik.

### Erkenntnistheorie und Wissenschaftstheorie
Schon in den 1840er Jahren formulierte du Bois-Reymond die Eckpunkte seiner wissenschaftlichen Methodik. Zusammen mit seinen Freunden und Kollegen Ernst Wilhelm von Brücke, Hermann Helmholtz und Carl Ludwig vertrat er deutlich anti-vitalistische und materialistisch-mechanistische Positionen. Damit setzte er einen wichtigen Grenzpunkt auch für spätere wissenschaftlichen Herangehensweisen seiner Arbeit. Mit seiner „Molekeltheorie“ entwickelte du Bois-Reymond dementsprechend eine rein physikalisch-mechanistische Theorie zur Erklärung elektrophysiologischer Messungen.
Mit dem Kreis um die aus dem anatomisch-physiologischen Institut von Johannes Müller in Berlin hervorgegangenen Physiologen Brücke und Helmholtz sowie dem um 1848 dazugestoßenen Ludwig gehörte er ab 1847 zu den Begründern der modernen Physiologie als naturwissenschaftliche Disziplin.

#### „Über die Grenzen des Naturerkennens“
Angeregt durch Fragestellungen und Forschungsergebnisse auf dem Gebiet der zeitgenössischen Hirnforschung hielt Emil du Bois-Reymond 1872 eine Rede „Über die Grenzen des Naturerkennens“. Darin thematisierte er erkenntnistheoretische Probleme im Zusammenhang mit dem Bewusstsein (gemeint ist damit im Wesentlichen das „phänomenale Bewusstsein“ als qualitative Erfahrung, also die „Qualia“) und dem freien Willen. In dieser Rede vor der 45. Versammlung der „Gesellschaft Deutscher Naturforscher und Ärzte“ in Leipzig fällt auch der berühmte Ausspruch „Ignoramus et ignorabimus“ (lat. „Wir wissen es nicht und wir werden es niemals wissen“), der eine andauernde heftige Debatte über die Grenzen des Naturerkennens auslöste, die als „Ignorabimus-Streit“ bekannt ist. Emil du Bois-Reymond galt zu jener Zeit als ein wissenschaftlicher Wortführer in Deutschland und auch auf internationaler Ebene. Seine Thesen erhielten so eine besondere Aufmerksamkeit, obwohl sie inhaltlich wenig Neues boten und schon seit der Antike in der Philosophie des Geistes diskutiert werden.
„Naturerkenntnis“ setzt du Bois-Reymond mit der naturwissenschaftlichen Methodik gleich und diese wiederum mit der mechanistischen Physik seiner Zeit. Die namensgebenden Schlussworte lauteten:

„Gegenüber den Rätseln der Körperwelt ist der Naturforscher längst gewöhnt, mit männlicher Entsagung sein „Ignoramus“ auszusprechen. Im Rückblick auf die durchlaufene siegreiche Bahn trägt ihn dabei das stille Bewußtsein, daß, wo er jetzt nicht weiß, er wenigstens unter Umständen wissen könnte, und dereinst vielleicht wissen wird. Gegenüber dem Rätsel aber, was Materie und Kraft seien, und wie sie zu denken vermögen, muß er ein für allemal zu dem viel schwerer abzugebenden Wahrspruch sich entschließen: „Ignorabimus“.“

Du Bois-Reymond bezweifelte in dieser Rede, dass die ontologischen Fragen nach dem Wesen der Grundbegriffe der Mechanik, Materie und Kraft, aber auch von Bewusstsein jemals wissenschaftlich geklärt werden können. Mit dieser skeptizistischen Haltung trat er der damals unter Wissenschaftlern verbreiteten Vorstellung entgegen, eine positivistische und materialistisch-darwinistischen Weltanschauung könne ein vollständiges Weltbild begründen, aus dem sich eine Ethik ableiten lasse. Zugleich bekräftigte du Bois-Reymond aber auch den Wert der Naturwissenschaft und die Möglichkeiten eines Erkenntnisgewinnes innerhalb ihrer Grenzen. Sein Hauptargument ist die Kritik an einem mechanistischen bzw. physikalistischen Reduktionismus, der zwingend aus der naturwissenschaftlichen Arbeitsweise hervorgehe, aber das Qualia-Problem niemals lösen könne. Das „Wissen“ im Rahmen eines reduktionistischen Mechanismus ist nach du Bois-Reymond somit auch immer ebenso beschränkt wie die grundlegenden Möglichkeiten dieses Welterklärungsansatzes selbst.
Du Bois-Reymonds Hauptanliegen in dieser Debatte war die Etablierung eines „epistemologischen Waffenstillstandes“ zwischen Wissenschaft, Religion und Philosophie. Insofern war diese Rede keine Abkehr vom reduktionistischen Physikalismus, den er jahrelang vehement vertrat, sondern lediglich eine Kritik an dem „Wahrheitsmonopol der Mechanik“. Eine weitere Kontroverse tat sich in diesem Zusammenhang mit Ernst Haeckel auf, dessen ausgreifende, naturwissenschaftlich begründete Weltanschauungsansprüche und Goetheverehrung du Bois-Reymonds 1882 unter dem Motto Goethe und kein Ende scharf attackierte und sich damit neben seinen Berliner Kollegen Rudolf Virchow, der seit Jahren Haeckel kritisiert hatte, stellte. Haeckel popularisierte seine Anschauung unter anderem in Die Welträtsel.
Kritik am „Ignorabimus“ formulierten im 20. Jahrhundert insbesondere der Mathematiker David Hilbert, der Physiker Ernst Mach und der Wiener Kreis.

#### „Die sieben Welträtsel“
Acht Jahre später griff du Bois-Reymond die heftige Diskussion mit einer weiteren Rede „Die sieben Welträtsel“ auf, in der er die Frage nach dem Wesen der wichtigsten naturwissenschaftlichen Begriffe im Rahmen der naturwissenschaftlichen Erkenntnis als nicht beantwortbar ansah.
1. Was ist Materie und Kraft?
2. Woher kommt der Ursprung der Bewegung?
3. Woher kommt das erste Leben?
4. Woher stammt der Zweck in der Natur?
5. Woher stammt die bewusste Empfindung in den unbewussten Nerven?
6. Woher kommt das vernünftige Denken und die Sprache?
7. Woher stammt der „freie“, sich zum Guten verpflichtet fühlende Wille?

Die Fragen 1, 2, 5 und 7 sah du Bois-Reymond als „transzendent“ an.
Bekannt geworden ist in diesem Zusammenhang Ernst Haeckels Versuch, diese Fragen im Rahmen eines monistischen Darwinismus zu beantworten. Du Bois-Reymond war auch ein engagierter Verfechter des Darwinismus.

### Kulturgeschichte
Du Bois-Reymond sieht die Naturwissenschaft als das „absolute Organ der Cultur“ und das einzige menschliche Bestreben, das vorankommt. Folglich bildet die Geschichte der Naturwissenschaft die eigentliche Geschichte der Menschheit. Diese Verherrlichung der Naturwissenschaft geht bei du Bois-Reymond mit einer pessimistischen und ablehnenden Haltung gegenüber anderen Kulturgütern wie Politik, Kunst und Religion einher.

## Du Bois-Reymond-Preis
Seit 1999 vergibt die Deutsche Physiologische Gesellschaft jährlich den du Bois-Reymond-Preis an einen Nachwuchswissenschaftler auf dem Gebiet der Physiologie.

## Schriften (Auswahl)
- Gedächtnissrede auf Johannes Müller. Dümmler, Berlin 1860, doi:10.5962/bhl.title.61438.
- Über die Grenzen des Naturerkennens. Veit, Leipzig 1872 (Digitalisat und Volltext im Deutschen Textarchiv).
- Gesammelte Abhandlungen zur allgemeinen Muskel- und Nervenphysik. Veit, Leipzig 1875–1877, doi:10.5962/bhl.title.6840.
- Untersuchungen am Zitteraal. Veit, Leipzig 1881, doi:10.5962/bhl.title.8443
- Reden. 2 Bände. Veit, Leipzig 1886/1887; 2., vervollständigte Auflage ebenda 1912, hrsg. von Estelle Du Bois-Reymond
- als Herausgeber ab 1858: Archiv für Physiologie.